# Toon Boom Animation
 (septembre 2020).
Si vous disposez d'ouvrages ou d'articles de référence ou si vous connaissez des sites web de qualité traitant du thème abordé ici, merci de compléter l'article en donnant les références utiles à sa vérifiabilité et en les liant à la section « Notes et références ».
Toon Boom Animation Inc. est une société de logiciels canadienne qui se spécialise dans les logiciels de production d' animation et de scénarimage. Fondée en 1994 et basée à Montréal, Québec, Toon Boom développe des logiciels d'animation et de scénarimage pour le cinéma, la télévision, l'animation Web, les jeux, les appareils mobiles, les applications de formation et l'éducation. Il a été acquis par Corus Entertainment en 2012, puis par Integrated Media Company en 2023. 
Le logiciel Toon Boom est utilisé dans plus de 130 pays et a reçu le Primetime Emmy Award en 2005 et 2012, parmi d'autres récompenses. 

## Histoire
En 1996, Toon Boom a acheté l'activité de développement logiciel du studio USAnimation. Ses services de production d'animation devaient être fusionnés dans CST Entertainment selon un communiqué de presse prématuré de CST. Cette fusion n'a jamais eu lieu et le studio d'USAnimation a changé son nom pour VirtualMagic Animation en 1996 et a fonctionné de manière indépendante. Toon Boom Animation a poursuivi le développement du logiciel USAnimation qui est devenu Toon Boom Opus. Il est depuis devenu Toon Boom Harmony. 
Le président et chef de la direction fondateur Jacques Bilodeau a quitté la société en mai 2003 et le conseil d'administration de la société a nommé le chef de l'exploitation Joan Vogelesang pour le remplacer. 
En 2006, Toon Boom a acquis la société française Pegs'n Co, développeur du logiciel d'animation bitmap 2D appelé Pegs. Depuis l'acquisition, le logiciel n'a pas été mis à jour et ne peut plus être acheté. 
En 2009, Toon Boom a acquis la société britannique Cambridge Animation Systems, développeur d'Animo. Depuis l'acquisition, le logiciel n'a pas été mis à jour et ne peut plus être acheté. 
En 2012, Toon Boom a été acquis par Corus Entertainment. Le 9 mars 2016, Toon Boom a acquis toute la propriété intellectuelle associée pour le produit TACTIC Studio, un outil de gestion d'actifs, de suivi de la production et d'examen de la société torontoise Southpaw Technology Inc. et prévoyait de relancer le produit en tant que Toon Boom Producer. 
Le PDG et président Joan Vogelesang a démissionné en septembre 2014 après plus de 16 ans chez Toon Boom, et Paul Gardner a été nommé PDG par intérim. 
En 2016, Toon Boom a acheté TACTIC Studio à Southpaw Technology. 
Le 13 juin 2017, Toon Boom a changé de marque et lancé Producer. 
En 2023, Corus Entertainement vend Toon Boom Animation à Integrated Media Company.

### Produits historiques
- Toon Boom Opus (1996-2008) - anciennement USAnimation, il était utilisé dans l'industrie traditionnelle de l'animation cinématographique/télévisée.
- Tic Tac Toon (1996-2001). Remplacé par Toon Boom Studio.
- Toon Boom Studio (2001-2015) - destiné aux particuliers et aux particuliers. Remplacé par Toon Boom Harmony Essentials.
- Toon Boom Concerto (2004-2005)
- Toon Boom Solo (2005-2007) - destiné aux petits studios. Remplacé par Toon Boom Digital Pro.
- Toon Boom Digital Pro (2007-2009). Remplacé par Toon Boom Animate Pro.
- Toon Boom Pencil Check Pro (2008-2014) - un logiciel de test en ligne.
- Toon Boom Animate (2008-2015) - destiné aux animateurs professionnels, aux boutiques-studios, aux étudiants et aux éducateurs. Remplacé  par Toon Boom Harmony Advanced.
- Toon Boom Manager (2009-2014) - un système de suivi de production pour l'industrie du divertissement.
- Toon Boom Animate Pro (2009-2015) - destiné aux studios d'animation et aux pigistes.
- Flip Boom product line (arrêtée en 2014) - logiciel d'animation d'entrée de gamme.
- Garfield's Comic Boom (abandonné en 2014) - un logiciel de création de bande dessinée ou d'album développé avec le dessinateur Jim Davis. L'application comprenait des didacticiels vidéo intégrés par le dessinateur.

## Des produits
Harmony contient les outils nécessaires pour gérer les flux de travail de découpe (marionnettes), sans papier image par image et d' animation traditionnelle, de la numérisation à la composition et à l'intégration 2D / 3D. Son ensemble d'outils comprend des traits de crayon avec des textures, des outils de déformation, du morphing, de la cinématique inverse, des particules, un compositeur intégré, une caméra 3D et une intégration 2D-3D. Les utilisateurs peuvent également dessiner des animations directement dans le logiciel, à l'aide d'une tablette graphique . 
Harmony est en développement continu depuis 2005 et a été utilisé sur des productions telles que Les Simpson, La princesse et la grenouille, Le film Bob l'éponge: L'éponge hors de l'eau, Le Congrès et My Little Pony: Le film, entre autres. 

### Serveur Harmony
Ce logiciel offre des fonctionnalités supplémentaires aux équipes d'animateurs utilisant Harmony qui souhaitent partager des fichiers et gérer des actifs à partir d'une base de données centrale située sur un serveur. Son système de base de données centralisé permet le partage d'actifs entre les scènes et permet de partager la charge de travail dans un studio ou entre studios. Il comprend également des contrôles de production pour la gestion des travaux de rendu et la coordination de la numérisation par lots de dessins papier. Harmony Server est disponible en tant que module complémentaire pour les utilisateurs de Harmony Advanced et Harmony Premium. 

### Storyboard Pro
Ce logiciel est utilisé en pré-production pour créer des storyboards pour une grande variété de types de projets, y compris l'animation 2D et 3D, les productions en stop motion et en direct. Storyboard Pro contient tous les outils nécessaires pour créer des storyboards et des animatiques. Son ensemble d'outils comprend des outils de dessin vectoriel et bitmap, des crayons et des pinceaux texturés, une caméra intégrée, des outils audio, une chronologie pour le contrôle de la synchronisation et un ensemble d'outils 3D pour intégrer des modèles 3D importés. En 2022, la version Storyboard Pro 22 est commercialisée.
Producer est un outil Web de suivi de la production et de gestion des actifs numériques.

## Voir également
- USAnimation
- Adobe Animate